# Терехи
Тере́хи — село в Україні, у Ковельському районі Волинської області.
Населення становить 109 осіб. Входить до складу Вишнівської сільської громади.

## Історія
У 1906 році село Бережецької волості Володимир-Волинського повіту Волинської губернії. Відстань від повітового міста 46  верст, від волості 7. Дворів 17, мешканців 170.
До 23 грудня 2016 року село належало до Штунської сільської ради.

## Населення
Згідно з переписом УРСР 1989 року чисельність наявного населення села становила 110 осіб, з яких 50 чоловіків та 60 жінок.
За переписом населення України 2001 року в селі мешкало 109 осіб.

### Мова
Розподіл населення за рідною мовою за даними перепису 2001 року:
| Мова       | Відсоток |
| ---------- | -------- |
| українська | 98,17 %  |
| російська  | 1,83 %   |